# 小酒井新大
小酒井 新大（こざかい あらた、2001年9月21日 - ）は、滋賀県出身のプロサッカー選手。Jリーグ・大分トリニータ所属。ポジションはミッドフィールダー。

## 来歴
草津東高校サッカー部では2年生時から出場機会を得て、全国選手権にも2度出場を果たした。
高校卒業後の2020年からは中京大学に進学し、サッカー部に入部。1年生時より大学選抜に選出され、2022年のデンソーカップチャレンジサッカーでは大会優秀選手として表彰された。
大学3年生時の2022年11月18日、2024シーズンからの大分トリニータへの加入内定が発表された。翌2023年9月からは特別指定選手として大分に選手登録もされたが、公式戦出場機会は無かった。
2024年2月25日、開幕戦となったJ2第1節・ベガルタ仙台戦にて後半42分からの交代出場によりJリーグデビューを果たすと、3月20日のJ2第5節・鹿児島ユナイテッドFC戦でJリーグ初スタメンを飾った。

## 所属クラブ
- FC湖東
- 滋賀県立草津東高等学校
- 中京大学
  - 2023年9月 - 11月 大分トリニータ（特別指定選手）
- 2024年 - 大分トリニータ

## 個人成績
| 国内大会個人成績 | 国内大会個人成績 | 国内大会個人成績 | 国内大会個人成績 | 国内大会個人成績 | 国内大会個人成績 | 国内大会個人成績 | 国内大会個人成績 | 国内大会個人成績 | 国内大会個人成績 | 国内大会個人成績 | 国内大会個人成績 |
| 年度             | クラブ           | 背番号           | リーグ           | リーグ戦         | リーグ戦         | リーグ杯         | リーグ杯         | オープン杯       | オープン杯       | 期間通算         | 期間通算         |
| 年度             | クラブ           | 背番号           | リーグ           | 出場             | 得点             | 出場             | 得点             | 出場             | 得点             | 出場             | 得点             |
| 日本             | 日本             | 日本             | 日本             | リーグ戦         | リーグ戦         | リーグ杯         | リーグ杯         | 天皇杯           | 天皇杯           | 期間通算         | 期間通算         |
| ---------------- | ---------------- | ---------------- | ---------------- | ---------------- | ---------------- | ---------------- | ---------------- | ---------------- | ---------------- | ---------------- | ---------------- |
| 2022             | 中京大           | 10               | 他               | -                | -                | -                | -                | 1                | 1                | 1                | 1                |
| 2024             | 大分             | 19               | J2               | 28               | 0                | 1                | 0                | 3                | 0                | 32               | 0                |
| 2025             | 大分             | 19               | J2               |                  |                  |                  |                  |                  |                  |                  |                  |
| 通算             | 日本             | 日本             | J2               | 28               | 0                | 1                | 0                | 3                | 0                | 32               | 0                |
| 通算             | 日本             | 日本             | 他               | -                | -                | -                | -                | 1                | 1                | 1                | 1                |
| 総通算           | 総通算           | 総通算           | 総通算           | 28               | 0                | 1                | 0                | 4                | 1                | 33               | 1                |

※2023年 特別指定選手としての公式戦出場は無し（背番号33）
- Jリーグ初出場 - 2024年2月25日 J2第1節 ベガルタ仙台戦（レゾナックドーム大分）

## 代表・選抜歴
- 東海選抜
  - デンソーカップチャレンジサッカー 2021年 - 2022年
- 全日本大学選抜
  - 第19回大学日韓定期戦 2022年